# Tiếng Thiệu Tương
Tiếng Thiệu Tương (邵将语), hay tiếng Mân Thiệu Tương (邵将闽语), là một tập hợp các phương ngữ có thể hiểu lẫn nhau được của tiếng Mân được nói tại Thiệu Vũ, Quang Trạch, Tương Lạc và Thuận Xương của tỉnh Phúc Kiến.